# Fanny Lu
Fanny Lucía Martínez Buenaventura được biết đến với nghệ danh Fanny Lu (sinh ngày 8 tháng 2 năm 1973 tại Santiago de Cali) là một nữ ca sĩ, nhạc sĩ kiêm diễn viên nổi tiếng người Colombia.
Công việc đầu tiên của cô trong ngành công nghiệp giải trí là ở Colombia, khi cô là người mẫu bìa cho một tạp chí âm nhạc tên là Siempre Música. Sau đó, cô chuyển sang đài phát thanh bằng giọng nói trong các đài phát thanh chính từ đất nước của mình. Tuy nhiên, cô đã không được công nhận cho đến năm 1998, khi cô thực hiện một vai diễn của dàn diễn viên từ các vở opera của Colombia Perro Amor.
Năm 2006, cô phát hành Lágrimas Cálidas, giành được danh tiếng tại Colombia và một số quốc gia Mỹ Latinh, với hai đĩa đơn của cô đạt đến đỉnh cao trong bảng xếp hạng Latin. Album năm 2008 của cô, Dos đã củng cố sự nghiệp âm nhạc của cô, mang lại sự tín nhiệm như một nghệ sĩ nổi tiếng. Đĩa đơn "Tú No Eres Para Mi" của cô là số một ở một số quốc gia. Cô phát hành album thứ ba của mình, Felicidad y Perpetua vào tháng 11 năm 2011. Công việc nhân đạo của cô đã giúp cô có được danh hiệu là "Đại sứ thiện chí" từ FAO.

## Cuộc đời
Fanny Lu sinh ra ở Santiago de Cali, Colombia với cha mẹ người Colombia. Cô đã sống tại Colegio Bolivar trước khi chuyển đến Pháp để hoàn thành giáo dục tiểu học của mình. Sau khi trở về Mỹ Latinh, cô học tại Đại học Andes, nơi cô tốt nghiệp với bằng kỹ sư công nghiệp. Cô là mẹ của hai đứa con. Năm 2009, cô nộp đơn xin ly hôn.